# Dorothy Hyson
Dorothy Hyson (Chicago, 24 de diciembre de 1914 - Londres, 23 de mayo de 1996) fue una actriz teatral y cinematográfica estadounidense. Durante la Segunda Guerra Mundial trabajó como criptógrafa en Bletchley Park.

## Trayectoria
Su verdadero nombre era Dorothy Wardell Heisen, nació en Chicago, Illinois. Era hija de los actores Dorothy Dickson y Carl Hyson, y tuvo una exitosa carrera teatral. Se casó en dos ocasiones: Con el actor Robert Douglas (1936  –  1945) y con el actor y director Sir Anthony Quayle (1947  –  1989), con el que tuvo dos hijas, Jenny y Rosanna, y un hijo, Christopher. 
Trabajó en el establecimiento secreto de desciframiento de códigos Bletchley Park durante la Segunda Guerra Mundial y, aunque casada con Robert Douglas, fue visitada allí por Anthony Quayle, que se convirtió en su segundo marido. Quayle recordó eso: "Se había ido a trabajar como criptógrafa a Bletchley Park. Fui a verla allí y la encontré enferma y exhausta con los largos turnos de noche". 
Dorothy Hyson falleció en 1996 en Londres, Inglaterra, a causa de un accidente cerebrovascular. 

## Filmografía seleccionada
- The Ghoul (1933)
- Sing as We Go (1934)
- Spare a Copper, con George Formby